# Anisodes nodigera
Anisodes nodigera är en fjärilsart som beskrevs av Butler 1881. Anisodes nodigera ingår i släktet Anisodes och familjen mätare. Inga underarter finns listade i Catalogue of Life.